# 田幡
田幡（たばた）は、愛知県名古屋市北区と西区にある地名。現在の行政地名として、北区田幡には1丁目・2丁目、北区田幡町には3つの字が、西区田幡町には1つの字がある。

## 地理
西区と北区にまたがって現存する田幡町と、昭和時代に新たに編成された田幡からなる。現在は地理的に離れて存在しているが、すべて西春日井郡田幡村をルーツとする地名である。田幡町は西区田幡町字西ハサバと、北区田幡町字東東光寺・西東光寺・塩藪の計4つの字として残されている。字西ハサバは住宅地であるが、北区に残る田幡町は堀川（黒川）と道路の一部で宅地は存在しない。北区田幡は区の南西部に位置する。丁目は南から順に付番されている。東端は国道41号（道路上に名古屋高速道路1号楠線）を境に黒川本通1丁目、北端は名古屋市道名古屋環状線を境に東側が志賀南通1丁目で西側が城見通3丁目、西端は金城3・4丁目、南端は堀川（堀川は前述の通り北区田幡町）を挟んで西側が柳原3丁目と東側が清水4丁目と接している。西区田幡町は区の東端に位置する。東は北区駒止町、北から西にかけて城北町、南は秩父通に接する。

### 河川
- 堀川（黒川）

## 歴史

### 由来
田幡という地名について、『尾張国地名考』には棚機から転じたという説と田之端（たのはた）から転じたという説の二説が紹介されているという。
また、字西ハサバについては珍地名（主に交差点名・バス停名）として知られており、由来として複数の説が指摘されている。一つは「川と川の間が狭いという『はざま』がなまった」と言う説、一つは「機織りの『機場（はたば）』がなまった」とする説、一つは「新潟・富山・福井・岐阜などで」「稲架」の意として使われるという「稲架（はさ）」のある場所としての「稲架場（はさば）」であるとする説の三説である。 地元の地名研究家である水谷盛光によれば、かつて付近には機織り工場が多く所在し「機場（はたば）」と称していたのを、名古屋市交通局がバス停を設置する際に「ハサバ」としたために生まれた地名であり、現在は繊維業の衰退によりその痕跡がなくなってしまったという。また、名古屋史料研究所の山田寂雀は、「一帯には三郷用水などがあり、水路が入り組んでいた」ことから「狭間」が転じた説を支持し、「稲架場」説に理解を示しつつも疑問を呈している。

### 沿革
- 南北朝時代から戦国時代 - 尾張国山田郡の郷、のちに春日部郡の郷となる。この時代の複数の記録に存在が記されている。
- 江戸時代 - 尾張国春日井郡の尾張藩領、大代官所支配の田幡村として記録されている。
- 1856年（安政3年） - 同村在住の富永莘陽の手により田幡村の地誌である『田幡誌』が成立する。[WEB 7]
- 1880年（明治13年） - 西春日井郡成立により、同郡所属となる。
- 1889年（明治22年） - 西春日井郡金城村の大字田幡となる。
- 1921年（大正10年）8月22日 - 名古屋市編入に伴い、同市西区田幡町となる[4]。
- 1937年（昭和12年） - 一部が東区田幡町となる。
- 1944年（昭和19年） - 北区成立に伴い、東区田幡町が北区田幡町となり、同時に西区田幡町から一部が編入される。
- 1952年（昭和27年）12月20日 - 以下の区域変更が行われた[4]。
  - 北区田幡町の一部（字防田・釈迦堂・畑中・堀田・市場屋敷・馬出し・浜江場・志賀前・猪ノ木・森下の各一部）・杉村町の一部（字道下の一部）・志賀町の一部（字勘定寺前の一部）により北区田幡町1～2丁目が編成される。
  - 北区田幡町の一部（字畑中・猪ノ木・森下・堀田・北原・中屋敷・塩藪・市場屋敷・志賀前・志賀前角田の各一部）が金城町1～2丁目に編入。
  - 北区田幡町の一部（字北蓮花寺・南蓮花寺・円蔵・北原・志賀前角田の各一部）が駒止町1～2丁目に編入。
  - 北区田幡町の一部（字南蓮花寺・八反田・横枕・円蔵・ハサバ・志賀前・猪ノ木・北原・志賀前角田・釈迦堂・深ノ川・馬出し・浜江場の各一部）が城見通1～3丁目に編入。
  - 北区田幡町の一部（字深ノ川・志賀前の各一部）が敷島町に編入。
  - 北区田幡町の一部（字前並下ノ町・前並中ノ町・前並上ノ町・塩藪の各一部）が七夕町1～2丁目に編入。
  - 北区田幡町の一部（字二反田・乾イ出・御膳田・天神田・前並下ノ町・前並中ノ町・半ノ木・西屋敷・堀田・前並上ノ町・中屋敷・塩藪の各一部）が中富町1～2丁目に編入。
  - 北区田幡町の一部（字御膳田・八反田・ハサバ・天神田・南蓮花寺・二反田・乾イ出・西屋敷・森下・堀田・寺裏・北原の各一部）が若園町1～2丁目に編入。
- 1952年（昭和27年）から1982年（昭和57年） - この期間に北区田幡町の一部より七夕町[5]・中富町[6]・若園町[7]・敷島町[8]・黒川本通・柳原・清水・田幡が編成され、北区田幡町の面積を減らしていった。
- 1953年（昭和28年）12月15日 - 北区田幡町の一部（字釈迦堂の一部）が黒川本通1～5丁目に編入[4]。
- 1954年（昭和29年） - 西区田幡町の一部が西区上名古屋町・秩父通・城北町・内江町となる。
- 1954年（昭和29年）5月1日 - 北区田幡町の一部（字円蔵・北蓮花寺・志賀前角田の各一部）が駒止町1～2丁目に編入。また、北区田幡町の一部（字志賀前の一部）が敷島町に編入[4]。
- 1958年（昭和33年）2月1日 - 北区田幡町の一部（字割田の一部）が七夕町1丁目に編入。また、北区田幡町の一部（字四反田・天神田・御膳田の各一部）が中富町1丁目に編入[4]。
- 1980年（昭和55年） - 北区田幡町・金城町・城見通・志賀南通・黒川本通・杉村町の各一部より北区田幡1丁目が成立する。
- 1982年（昭和57年） - 北区田幡の区域が再び変更され、2丁目が編成された。また、この年までに北区田幡町が黒川の部分を残し消滅した。

## 字一覧（田幡村）

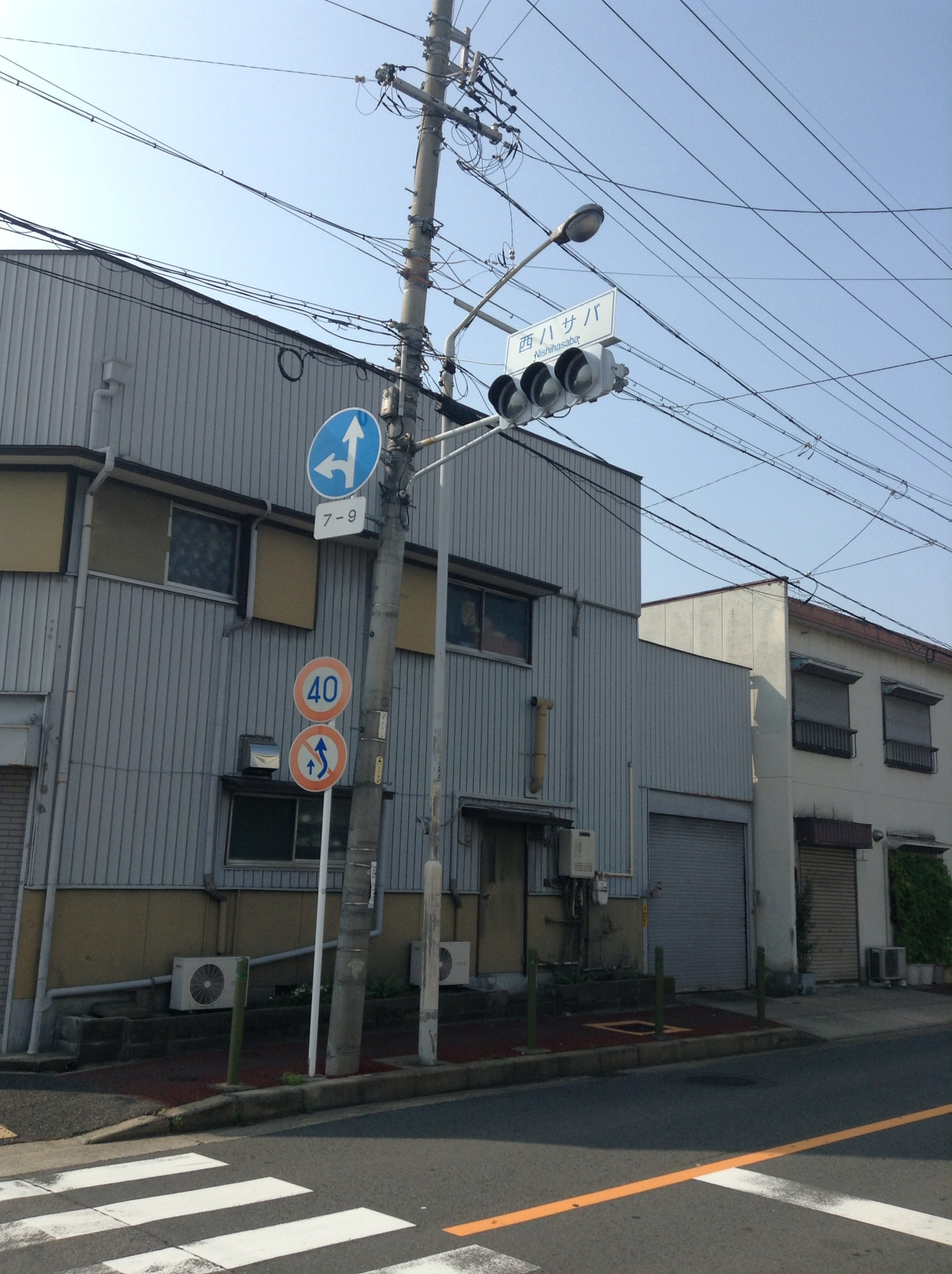
西ハサバ交差点（田幡町外に位置する）

配列・読み仮名は『北区誌』（1994年版）551頁による。
- 坊田（ぼうた）
- 釈迦堂（しゃかどう）
- 馬出（うまだし）
- 深ノ川（ふけのかわ）
- 畑中（はたなか）
- 志賀前（しがまえ）
- 猪ノ木（いのき）
- 森下（もりした）
- 堀田（ほりた）
- 寺裏（てらうら）
- 北原（きたはら）
- 志賀前角田（しがまえすみだ）
- 南蓮花寺（みなみれんげじ）
- 北蓮花寺（きたれんげじ）
- 二反田（にたんだ）
- 御膳田（おぜんだ）
- 八反田（はったんだ）
- 横枕（よこまくら）
- 円蔵（えんぞう）
- 西ハサバ（にしはさば）北緯35度11分51.9秒 東経136度53分58.9秒
- ハサバ（はさば）
- 天神田（てんじんだ）
- 犬イ出（いぬいで）
- 四反田（したんだ）
- 割田（わりだ）
- 半ノ木（はんのき）
- 前並下ノ町（まえなみしものちょう）
- 前並中ノ町（まえなみなかのちょう）
- 前並上ノ町（まえなみかみのちょう）
- 西屋敷（にしやしき）
- 塩藪（しおやぶ）北緯35度11分33.8秒 東経136度54分22.4秒
- 中屋敷（なかやしき）
- 市場屋敷（いちばやしき）
- 西東光寺（にしとうこうじ）北緯35度11分35.7秒 東経136度54分27秒
- 東東光寺（ひがしとうこうじ）北緯35度11分38.6秒 東経136度54分33.8秒

## 世帯数と人口
2019年（平成31年）1月1日現在の世帯数と人口は以下の通りである。
| 区   | 丁目       | 世帯数  | 人口    |
| ---- | ---------- | ------- | ------- |
| 北区 | 田幡一丁目 | 256世帯 | 516人   |
| 北区 | 田幡二丁目 | 708世帯 | 1,180人 |
| 北区 | 北区 計    | 964世帯 | 1,696人 |
| 西区 | 田幡町     | 8世帯   | 18人    |
|      |            |         |         |
| 計   | 計         | 972世帯 | 1,714人 |

## 学区
市立小・中学校に通う場合、学校等は以下の通りとなる。また、公立高等学校に通う場合の学区は以下の通りとなる。
| 区   | 町丁・丁目 | 番・番地等 | 小学校                   | 中学校               | 高等学校 |
| ---- | ---------- | ---------- | ------------------------ | -------------------- | -------- |
| 北区 | 田幡1丁目  | 全域       | 名古屋市立金城小学校     | 名古屋市立志賀中学校 | 尾張学区 |
| 北区 | 田幡2丁目  | 全域       | 名古屋市立金城小学校     | 名古屋市立志賀中学校 | 尾張学区 |
| 西区 | 田幡町     | 全域       | 名古屋市立上名古屋小学校 | 名古屋市立浄心中学校 | 尾張学区 |

## 交通

### 鉄道
- 名古屋市営地下鉄（名古屋市交通局）名城線 - 黒川駅

### バス
- 名古屋市営バス（名古屋市交通局）
  - 黒川停留所 - 7番のりば（幹栄1系統 - 西部医療センター行　名駅15系統 - 名古屋駅行）　10番のりば（幹栄1系統 - 如意住宅・水分橋行　黒川12系統 - 中切町行）　降車専用停留所[WEB 10]
  - 城見町停留所 - 北巡回（左回り黒川行）停[WEB 11]
  - 田幡一丁目停留所 - 北巡回（左回り黒川行）停[WEB 12]

## 施設

### 田幡一丁目
- 名古屋高速道路1号楠線黒川出入口

### 田幡二丁目
- 三菱UFJ銀行黒川支店

1964年（昭和39年）12月7日、東海銀行黒川支店として開設。
- 百五銀行黒川支店
- 名古屋市上下水道局北営業所
- 吉祥山林泉寺

曹洞宗に属し、熱田円通寺の末寺に当たる。熱田田中町の永泉寺であったが、1727年（享保12年）2月、当地田幡村在の原田佐仲により尾張藩士榊原氏の別荘であった現在地に移された。また1752年（宝暦2年）に至り、林泉寺の寺号に改められている。
- 愛知県警察北警察署
- 天理教忠愛分教会
- 宗教法人寶聖闇中央道場
- 名古屋カレーうどん店「本店 鯱乃家」（旧称「若鯱家」）

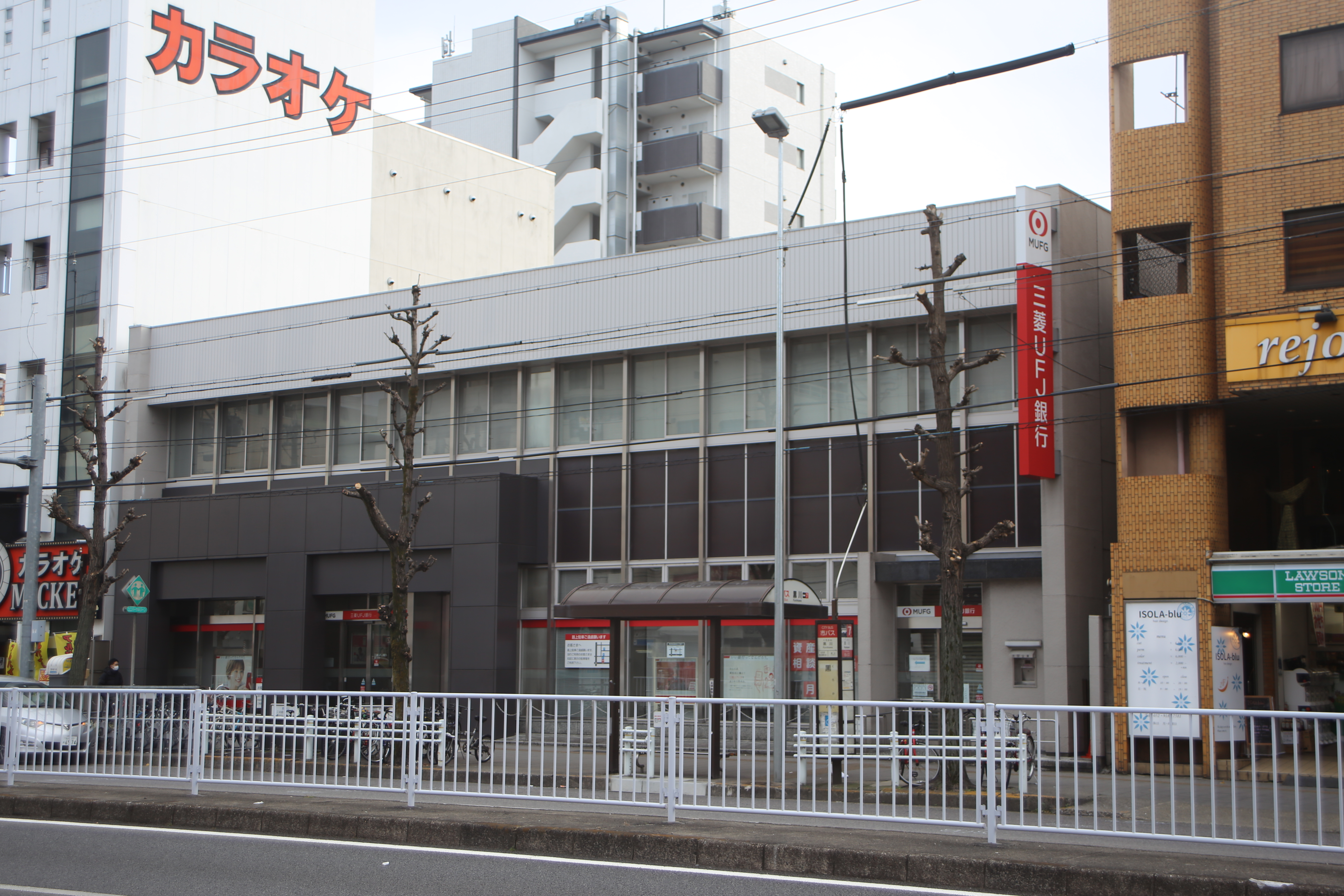
三菱UFJ銀行黒川支店
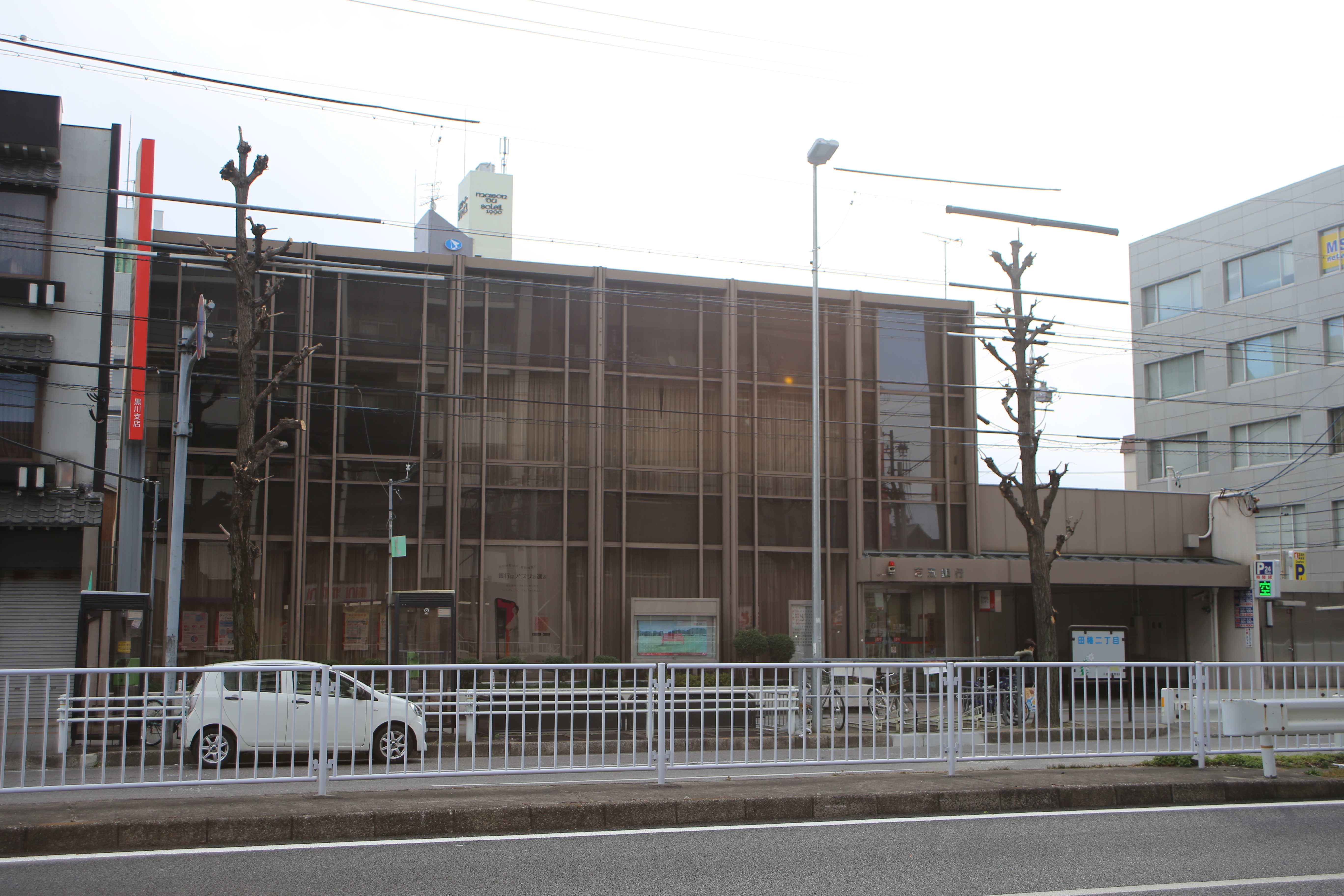
百五銀行黒川支店
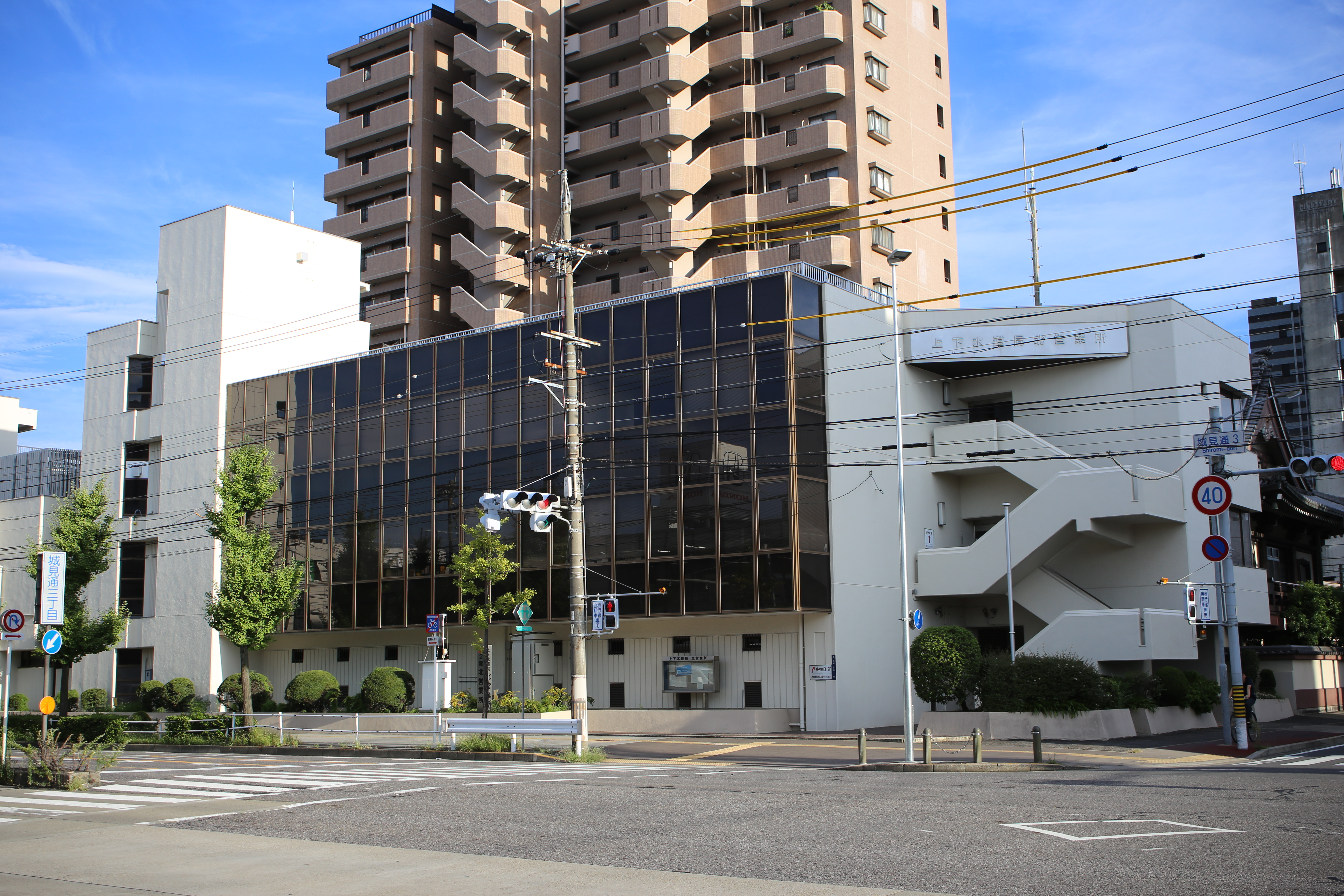
名古屋市上下水道局北営業所
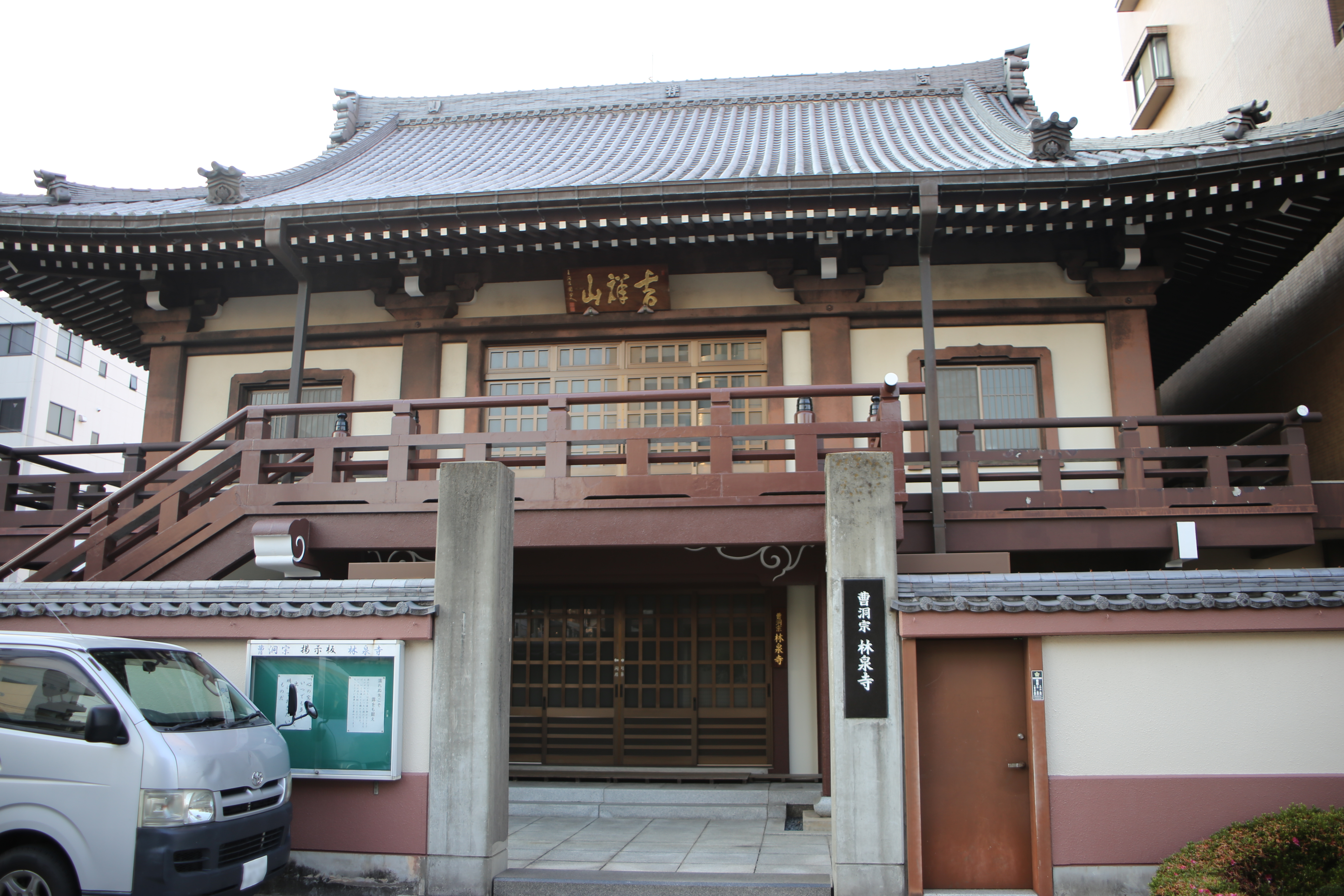
林泉寺
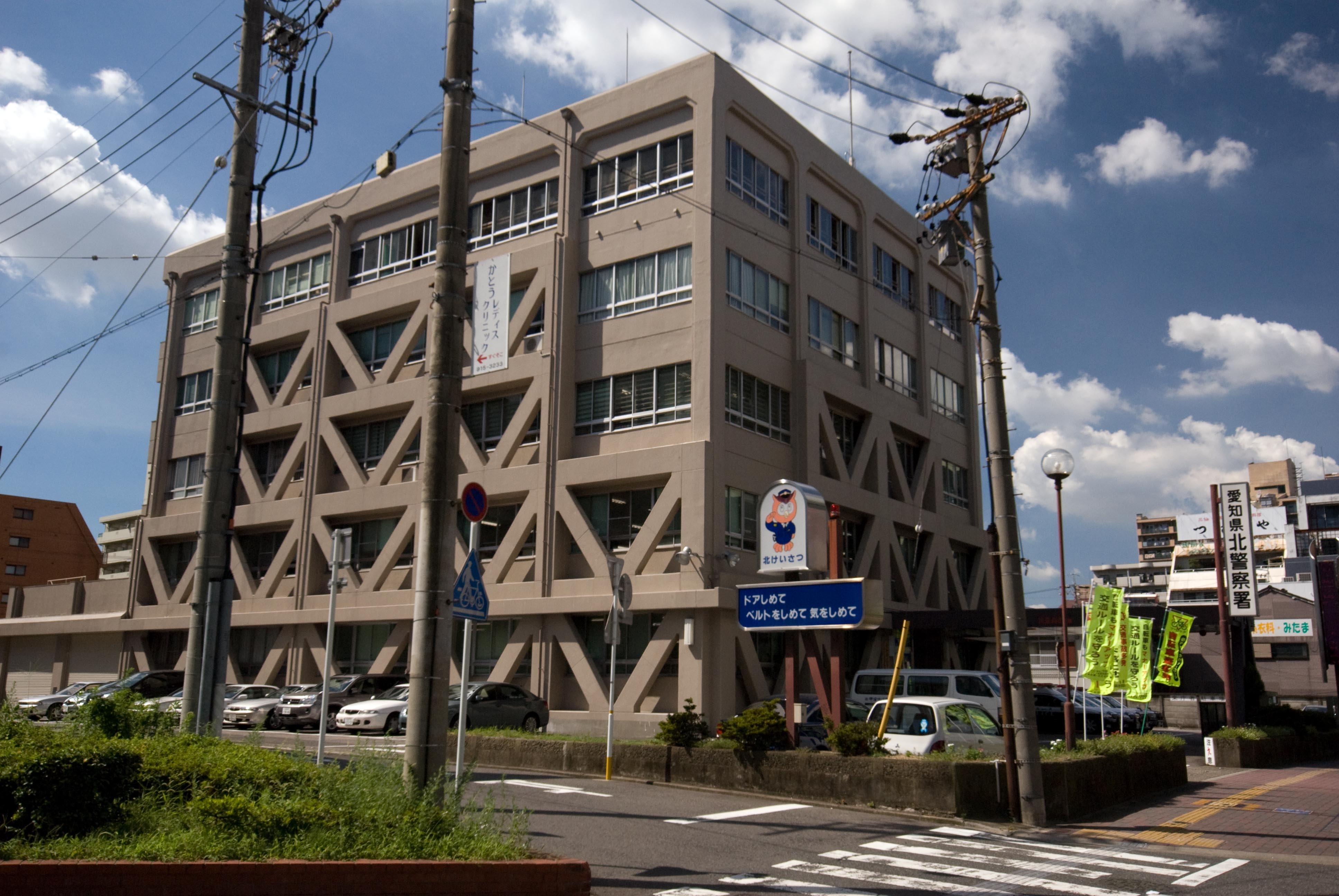
北警察署
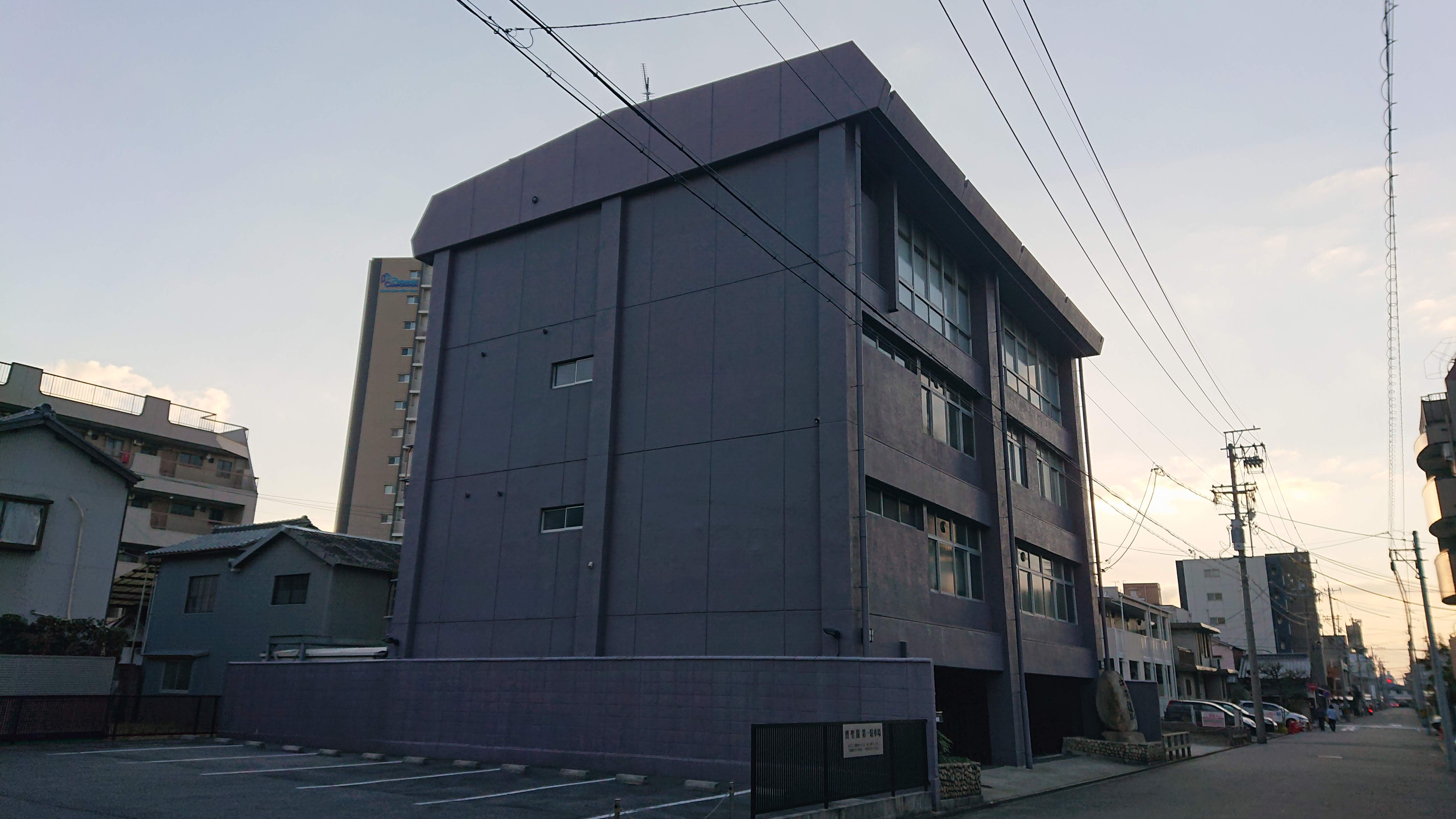
寶聖闇中央道場
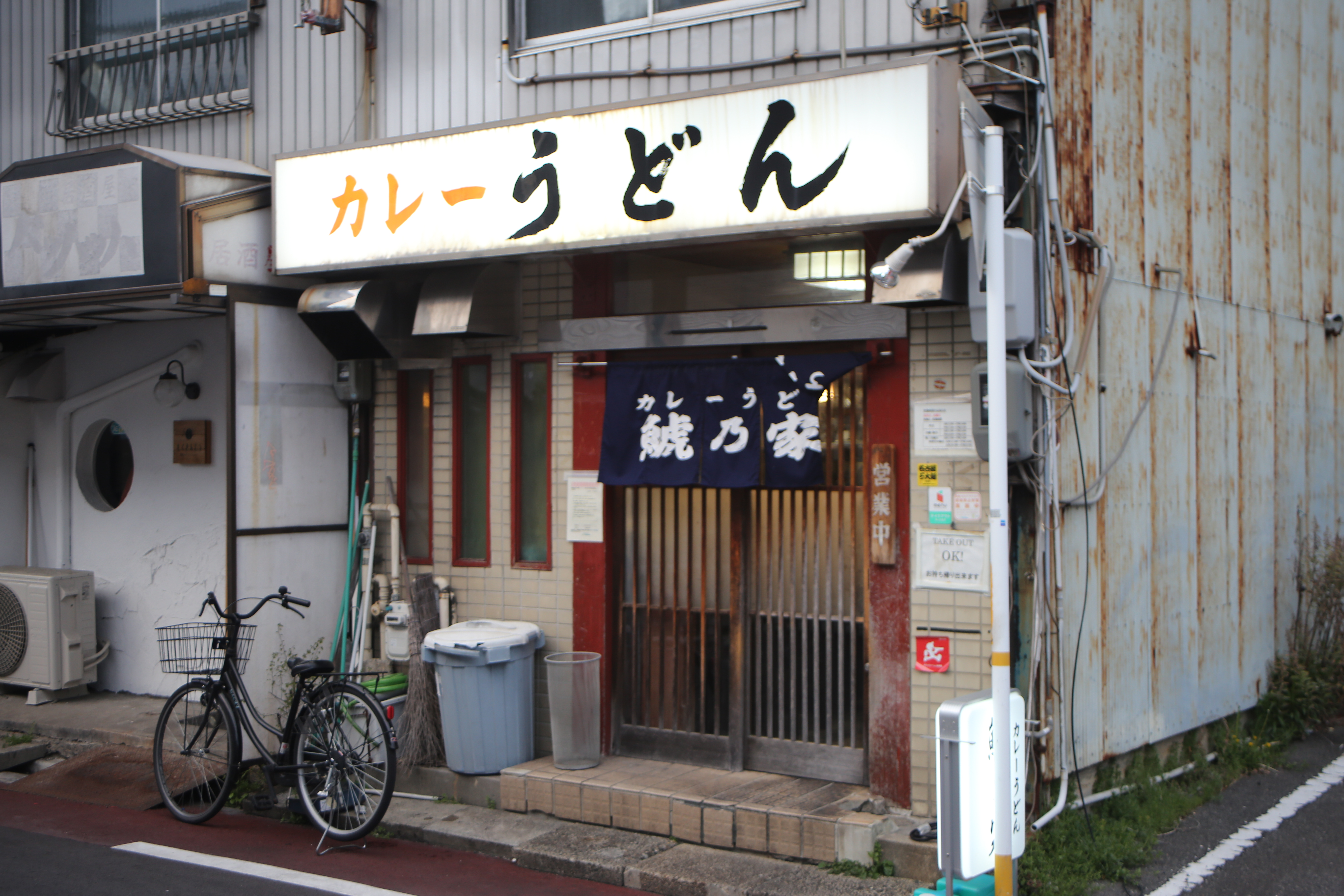
本店 鯱乃家

## 旧跡
- 田幡城 - 越智右馬允の居城であったという。現存せず。（現金城3丁目、名古屋市立金城小学校敷地）

## その他

### 日本郵便
- 集配担当する郵便局は以下の通りである[WEB 13]。

| 区   | 町丁   | 郵便番号 | 郵便局         |
| ---- | ------ | -------- | -------------- |
| 北区 | 田幡   | 462-0843 | 名古屋北郵便局 |
| 北区 | 田幡町 | 462-0000 | 名古屋北郵便局 |
| 西区 | 田幡町 | 451-0026 | 名古屋西郵便局 |

### WEB
1. 1 2  “町・丁目(大字)別、年齢(10歳階級)別公簿人口(全市・区別)”.   名古屋市 (2019年1月23日). 2019年1月23日閲覧。
2. 1 2  “郵便番号”.  日本郵便. 2019年1月6日閲覧。
3. 1 2  “郵便番号”.  日本郵便. 2019年1月6日閲覧。
4. 1 2  “郵便番号”.  日本郵便. 2019年1月6日閲覧。
5. ↑  “市外局番の一覧”.   総務省. 2019年1月6日閲覧。
6. ↑  大竹敏之 知多半島.net 知多半島 裏観光　その10 東海市のヤカン池 2013年9月6日閲覧。
7. ↑  愛知県図書館貴重和本デジタルライブラリー 田幡誌 2013年8月30日閲覧。
8. ↑  “市立小・中学校の通学区域一覧”.   名古屋市 (2018年11月10日). 2019年1月14日閲覧。
9. ↑  “平成29年度以降の愛知県公立高等学校（全日制課程）入学者選抜における通学区域並びに群及びグループ分け案について”.   愛知県教育委員会 (2015年2月16日). 2019年1月14日閲覧。
10. ↑  なごや地図ナビ（名古屋市交通局） 2013年8月30日閲覧。
11. ↑  なごや地図ナビ（名古屋市交通局） 2013年8月30日閲覧。
12. ↑  なごや地図ナビ（名古屋市交通局） 2013年8月30日閲覧。
13. ↑  郵便番号簿 平成29年度版 - 日本郵便. 2019年01月06日閲覧 (PDF)

### 新聞
1. 1 2  なごや特走隊 地名「西ハサバ」の由来は？　川の「はざま」説有力か（中日新聞2008年6月23日付） 2013年8月30日閲覧。

### 書籍
1. ↑  「角川日本地名大辞典」編纂委員会　『角川日本地名大辞典 23 愛知県』、角川書店、1989年、807頁。
2. ↑  『広辞苑第四版』岩波書店、2053頁。
3. ↑  大竹敏之『名古屋真相追Q局』海越出版社、1997年7月、159頁。
4. 1 2 3 4 5  名古屋市北区役所市民室『北区 私たちのまち』名古屋市北区役所、1979年3月、61頁。
5. ↑  「角川日本地名大辞典」編纂委員会『角川日本地名大辞典 23 愛知県』、角川書店、1989年、806頁。
6. ↑  「角川日本地名大辞典」編纂委員会『角川日本地名大辞典 23 愛知県』、角川書店、1989年、943頁
7. ↑  名古屋市北区役所市民室『北区 私たちのまち』名古屋市北区役所、1979年3月、68頁。
8. ↑  名古屋市北区役所市民室『北区 私たちのまち』名古屋市北区役所、1979年3月、58頁。
9. ↑  北区制50周年記念事業実行委員会編『北区誌』1994年。
10. ↑  株式会社東海銀行行史編集委員会 1982, p. 538.
11. 1 2 3  北区役所教育課 1964, p. 59.